# Over-Engh

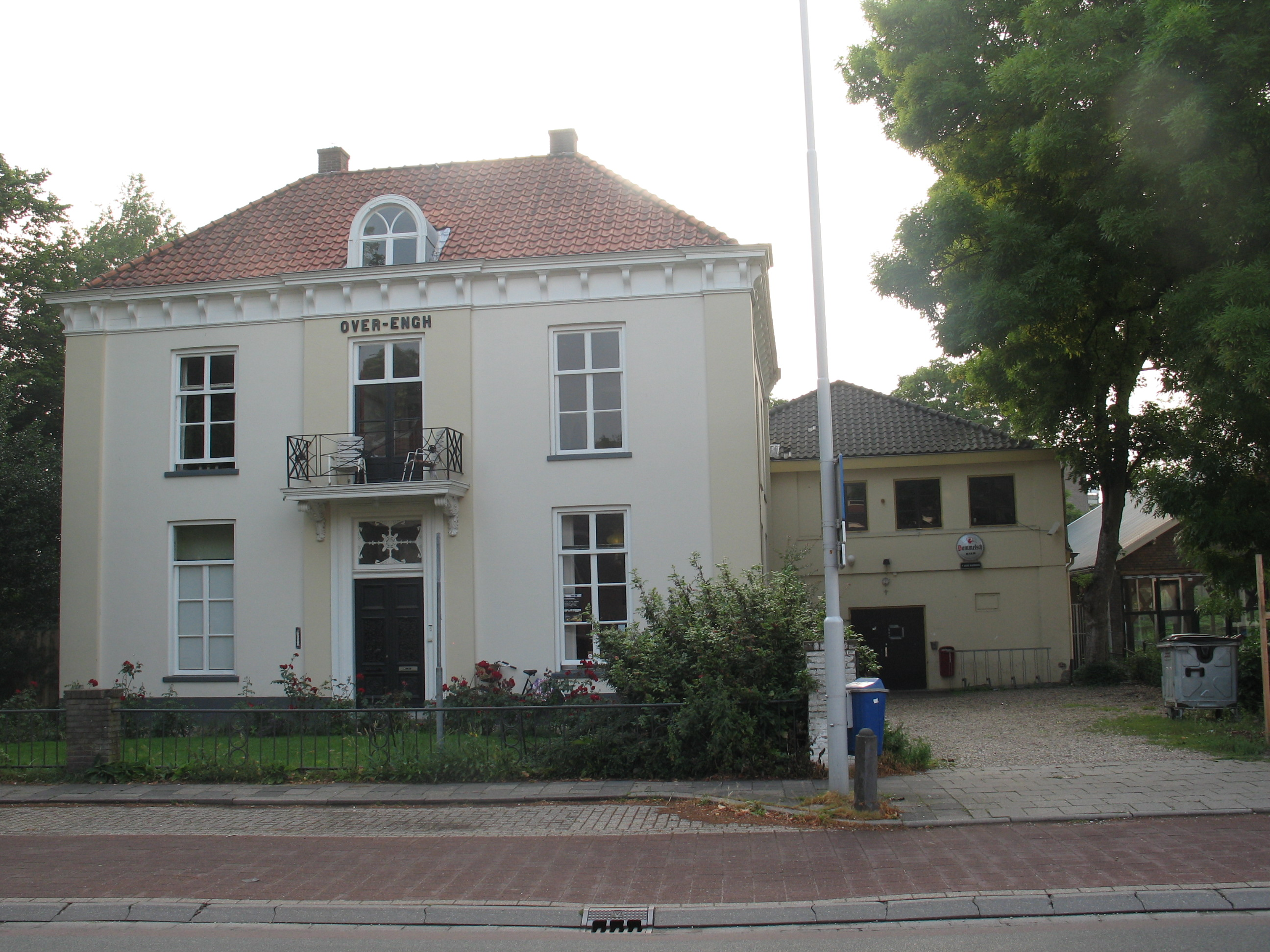
Over-Engh, Churchillweg 1-3

Villa Over-Engh of Overengh is een aan de Churchillweg in Wageningen gelegen villa. Het gebouw heeft de status van rijksmonument.
De villa werd in 1852 gebouwd aan de Grindweg, de huidige Churchillweg, een middeleeuwse weg die in 1849 werd verbeterd. Destijds keek de villa uit over de eng.
In de jaren 80 was het de vestiging van wereldwinkel en linkse boekhandel 'De Uitbuyt'. Tegenwoordig is er in het hoofdpand een woongroep gevestigd.  